# Maryam d'Abo
Maryam d'Abo (Londen, 27 december 1960) is een Engels actrice van Nederlandse en Georgische afkomst. Ze maakte haar film- en acteerdebuut in 1983 in de Britse cult-horrorfilm Xtro. Later was ze onder meer te zien als bondgirl Kara Milovy in The Living Daylights, in diverse erotische thrillers zoals Tropical Heat en Tomcat: Dangerous Desires en in horrorfilms zoals Immortal Sins en Trespassing.
D'Abo is de dochter van een Georgische moeder en een Britse vader van Nederlandse komaf. Ze trouwde in 2003 met de 24 jaar oudere regisseur Hugh Hudson.

## Trivia
- D'Abo poseerde in september 1987 zowel voor de omslag als voor een fotoreportage in Playboy, dat in dat nummer een special had over bondgirls.
- Ze bracht in 2002 het samen met John Cork geschreven boek Bond Girls Are Forever - The Women of James Bond uit, waarin vijftien interviews staan met voormalige bondgirls.[2] Hiervan verscheen datzelfde jaar een televisiedocumentaire, waaraan D'Abo als producente meewerkte.

## Filmografie
*Exclusief 5+ televisiefilms
| - Last Words (2020) - Altamira (2016) - Tigers (2014) - Dorian Gray (2009) - The Prince & Me II: The Royal Wedding (2006) - L'enfer (2005) - Trespassing (2004) - San-Antonio (2004) - The Point Men (2001) - The Sea Change (1998) - An American Affair (1997) - So This Is Romance? (1997) - Timelock (1996) - Savage Hearts (1996) - Solitaire for 2 (1995) - Stalked (1994) | - The Browning Version (1994) - Double Obsession (1994) - Red Shoe Diaries 3: Another Woman's Lipstick (1993) - Tomcat: Dangerous Desires (1993) - Tropical Heat (1993) - Shootfighter: Fight to the Death (1992) - Leon the Pig Farmer (1992) - Immortal Sins(1991) - Money (1991) - The Living Daylights (1987) - White Nights (1985) - Now Voyager (1985) - Until September (1984) - Xtro (1983) |

## Televisieseries
*Exclusief eenmalige gastrollen
- 13 Steps Down - Madame Odette (2012, twee afleveringen)
- Mowgli: The New Adventures of the Jungle Book - Elaine Bendel (1988, drie afleveringen)
- Something Is Out There - Ta'Ra (1988-1989, acht afleveringen - miniserie)

- Bibsys: 11013181
- Biblioteca Nacional de España: XX1279329
- Bibliothèque nationale de France: cb13992175n (data)
- Gemeinsame Normdatei: 13201422X
- International Standard Name Identifier: 0000 0001 0867 522X
- Library of Congress Control Number: no97048525
- MusicBrainz: dc1f2a04-3f62-4621-8427-59bafa77ea69
- Nationale Bibliotheek van Tsjechië: xx0150330
- Nationale bibliotheek van Australië: 35606666
- Nationale Bibliotheek van Israël: 987007455329805171
- Nationale Bibliotheek van Polen: a0000001286171
- Système universitaire de documentation: 24432316X
- Virtual International Authority File: 7583600
- WorldCat: E39PBJjt9rf6CJKG8qxK3R6Frq